# Episodi di Happy Valley (prima stagione)
La prima stagione della serie televisiva Happy Valley, composta da 6 episodi, è stata trasmessa nel Regno Unito dal canale BBC One dal 29 aprile 2014 al 3 giugno 2014.
In Italia è stata pubblicata per intero su Netflix il 1º marzo 2016.
Dal 14 luglio 2023 al 28 luglio 2023, la prima stagione è stata riproposta da Sky Investigation, canale a pagamento della piattaforma satellitare Sky.
| nº | Titolo originale | Titolo italiano | Prima TV UK    | Pubblicazione Italia |
| -- | ---------------- | --------------- | -------------- | -------------------- |
| 1  | Episode 1        | Episodio 1      | 29 aprile 2014 | 1º marzo 2016        |
| 2  | Episode 2        | Episodio 2      | 6 maggio 2014  | 1º marzo 2016        |
| 3  | Episode 3        | Episodio 3      | 13 maggio 2014 | 1º marzo 2016        |
| 4  | Episode 4        | Episodio 4      | 20 maggio 2014 | 1º marzo 2016        |
| 5  | Episode 5        | Episodio 5      | 27 maggio 2014 | 1º marzo 2016        |
| 6  | Episode 6        | Episodio 6      | 3 giugno 2014  | 1º marzo 2016        |